# Абая (Ярва)
А́бая (ест. Abaja küla) — село в Естонії, у волості Ярва повіту Ярвамаа.

## Населення
Чисельність населення на 31 грудня 2011 року становила 48 осіб.

## Географія
Через населений пункт проходить автошлях 15161 (Вао — Пяйнурме — Сулуствере).

## Історія
З 20 лютого 1992 до 21 жовтня 2017 року село входило до складу волості Коеру.